# Izraelská síť protivzdušné obrany

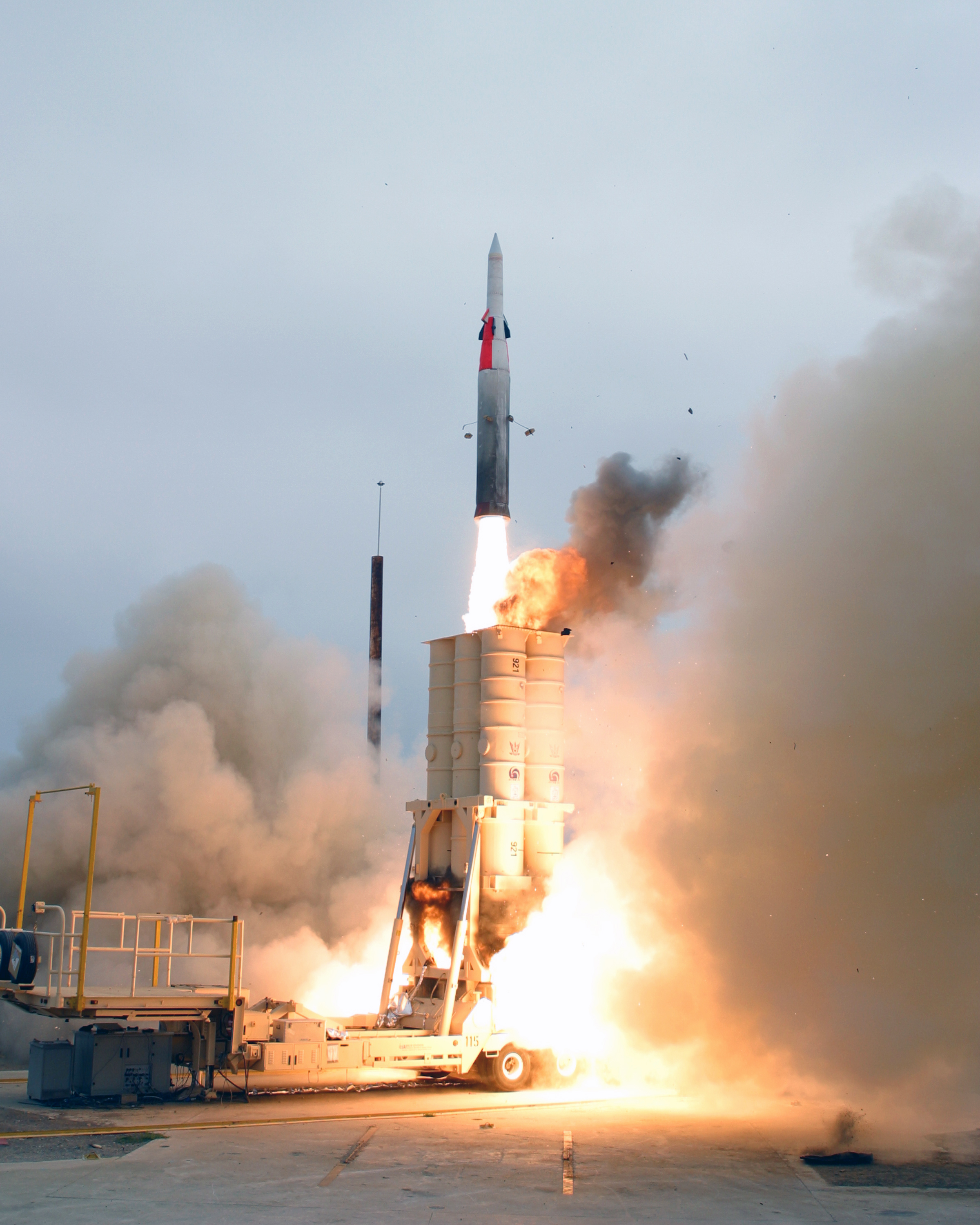
Systém Arrow

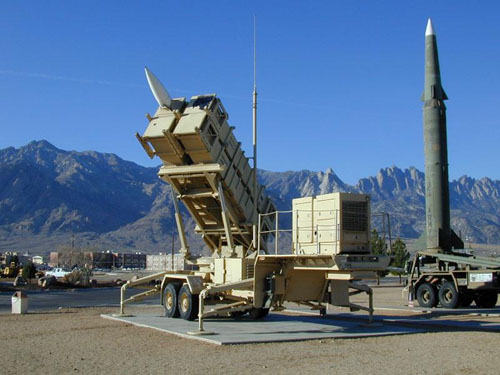
Protiletadlový systém Patriot

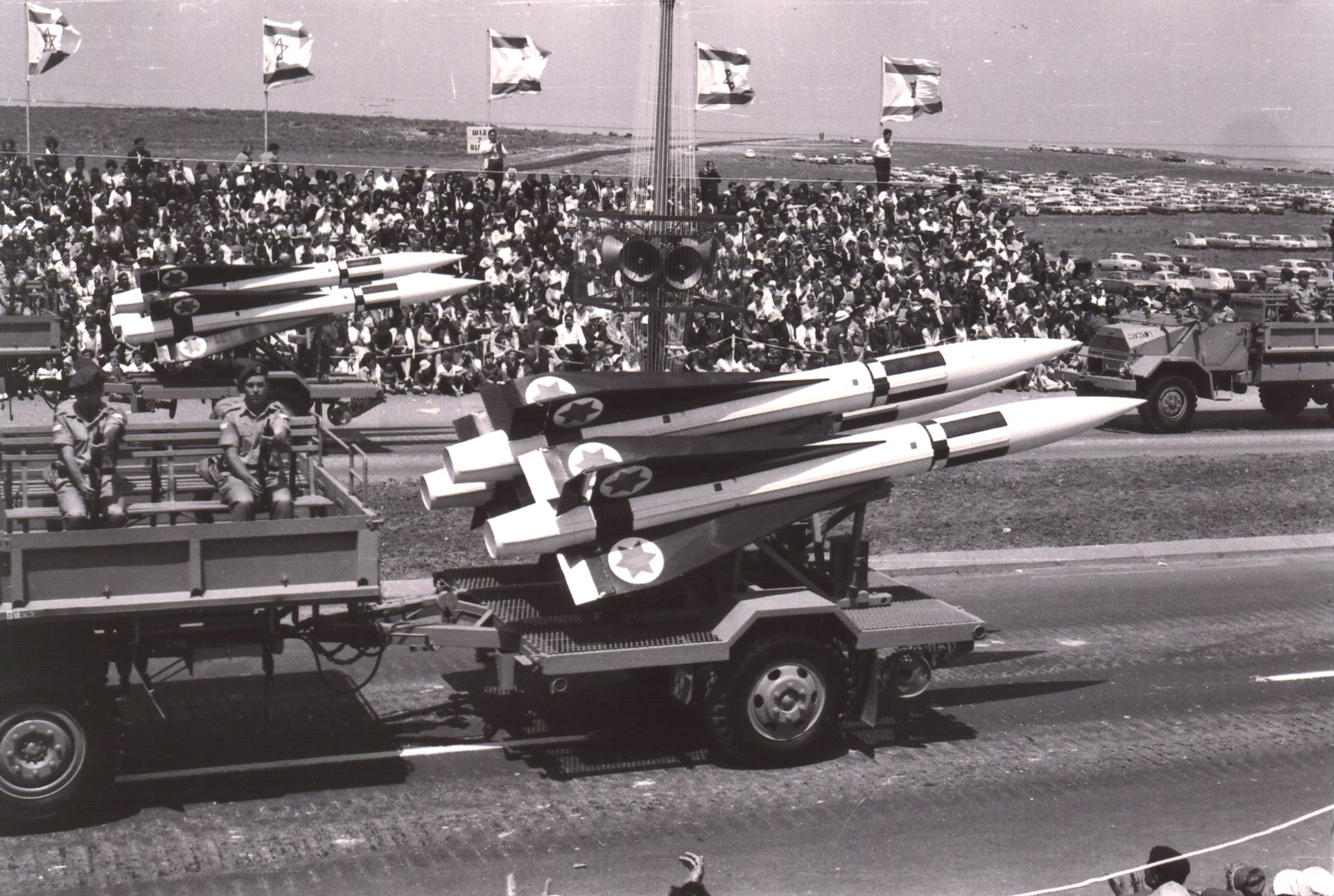
Střely MiM-23 Hawk na vojenské přehlídce v Tel Avivu v roce 1965

Izraelská síť protivzdušné obrany (hebrejsky: מערך הנ"מ בחיל האוויר הישראלי, anglicky: Israeli Air Defense Network) je jednotka Izraelského vojenského letectva zodpovědná za pozemní část izraelské protivzdušné obrany, doplňující protivzdušnou obranu aktivních leteckých perutí.

## Historie
Během války za nezávislost byla síť protivzdušné obrany součástí dělostřeleckého sboru a spoléhala se převážně na kulomety. Během 60. let byly do systému protivzdušné obrany zařazeny radarem řízené 40mm protiletadlové zbraně a v roce 1965 pak střely země-vzduch typu MIM-23 Hawk. Střely MIM-23 Hawk byly začleněny do výbavy jednotek letectva zajišťujících pozemní protivzdušnou obranu. V 70. letech byla síť protivzdušné obrany sloučena s letectvem.

## Zbraňové systémy
Síť protivzdušné obrany sestává primárně ze čtyř zbraňových systémů:
- FIM-92 Stinger – přenosná, z ramene odpalovaná protiletadlová řízená střela typu země-vzduch s infračerveným naváděním, určená zejména proti nízko letícím letounům a helikoptérám.
- MIM-23 Hawk – radarem naváděná střela středního doletu typu země-vzduch a nejdéle sloužící protivzdušný systém, který je zároveň nejúspěšnější ze sítě izraelské protivzdušné obrany. Současný model je vylepšená verze o součást Raytheon PIP3#
- MIM-104 Patriot – mobilní protiletadlový taktický raketový systém typu HIMAD schopný sestřelit nepřátelské rakety a letouny.
- Arrow – Izraelem a Spojenými státy vybudovaný systém protiraketové obrany typu TMD, který je schopen sestřelit balistické střely ve stratosféře.
- Železná kopule – nejnovější systém protiraketové obrany vyvinutý proti raketovým útokům z Pásma Gazy, začít fungovat by měl v polovině roku 2010.

## Organizace
Přestože je součástí letectva, je tato jednotka strukturně organizovaná podobně jako dělostřelecký sbor. Současný velitel jednotky je brigádní generál Daniel Milo, který je přímo podřízený veliteli letectva.